# Washington Nationals (AA)
Nota: Para a equipe do século 19 conhecida como Senators, veja Washington Senators (1891-99). Para a equipe do mesmo nome do século XIX, veja Washington Nationals (1886–89). Para a equipe do século XX conhecida como Nationals, veja Washington Senators (1901–60).
O Washington Nationals de 1884 foi uma equipe de beisebol com curta existência que atuava na American Association. Venceram 12 jogos e perderam 51. Suas partidas em casa eram jogadas no Athletic Park em Washington, D.C.. Também eram conhecidos como Washington Statesmen.
Os Nationals foram comandados pelo ex´jogador Holly Hollingshead. John Bickerton os comandou na partida final do time em 2 de agosto de 1884, na derrota para o New York Metropolitans. O maior rebatedor da equipe foi o shortstop Frank Fennelly, com aproveitamento ao bastão de 29,2%. Seu melhor arremessador foi Bob Barr, que conseguiu 9 vitórias e 23 derrotas com ERA de 3.46.
Esta equipe não deve ser confundida com outro Washington Nationals de 1884, que jogou apenas uma temporada pela Union Association.
Em 1891 a American Association tinha também o Senators em Washington, que se mudaram para a National League em 1892.